# Maciej Warzecha

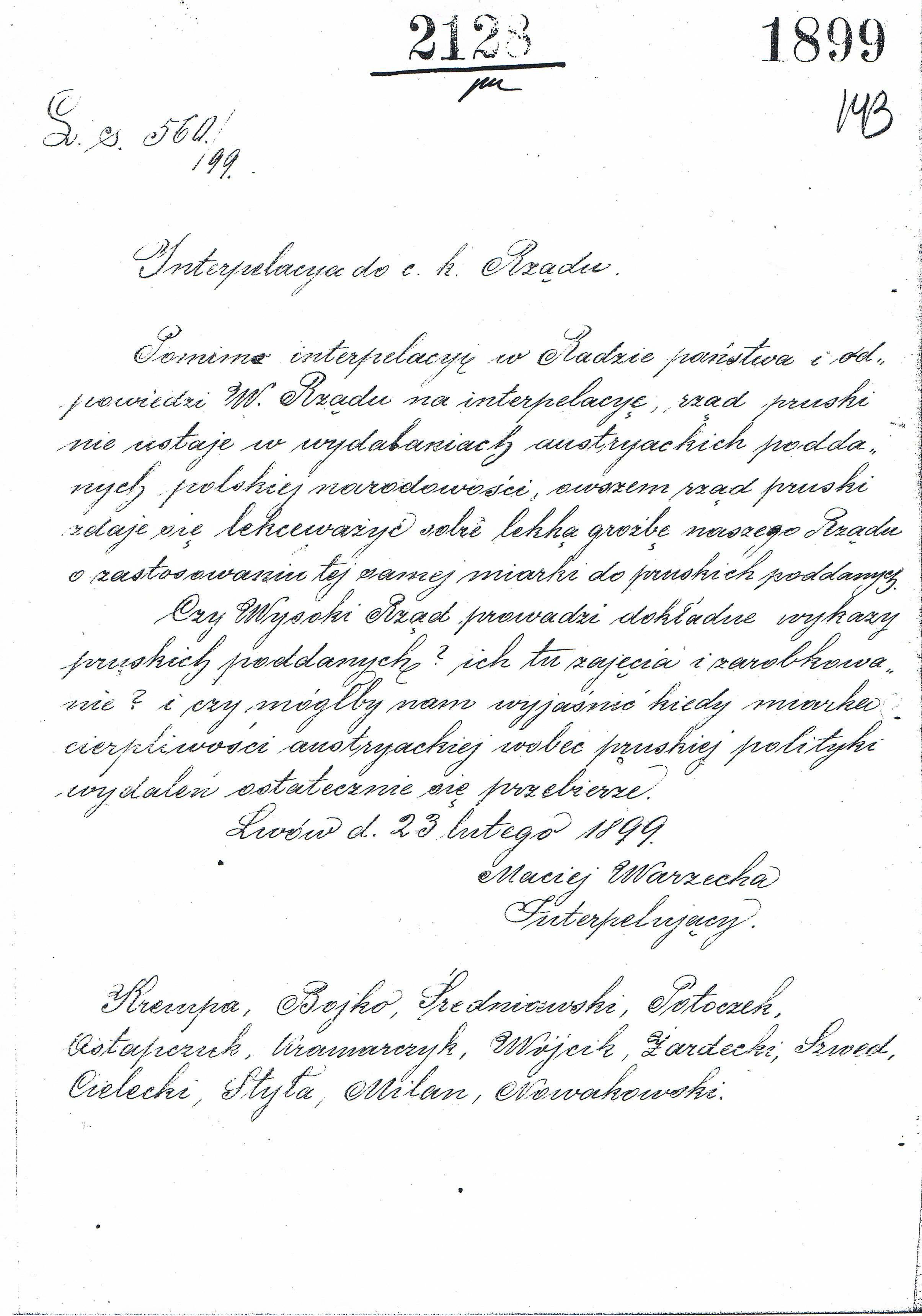
Interpelacja z Archiwum Państwowego we Lwowie

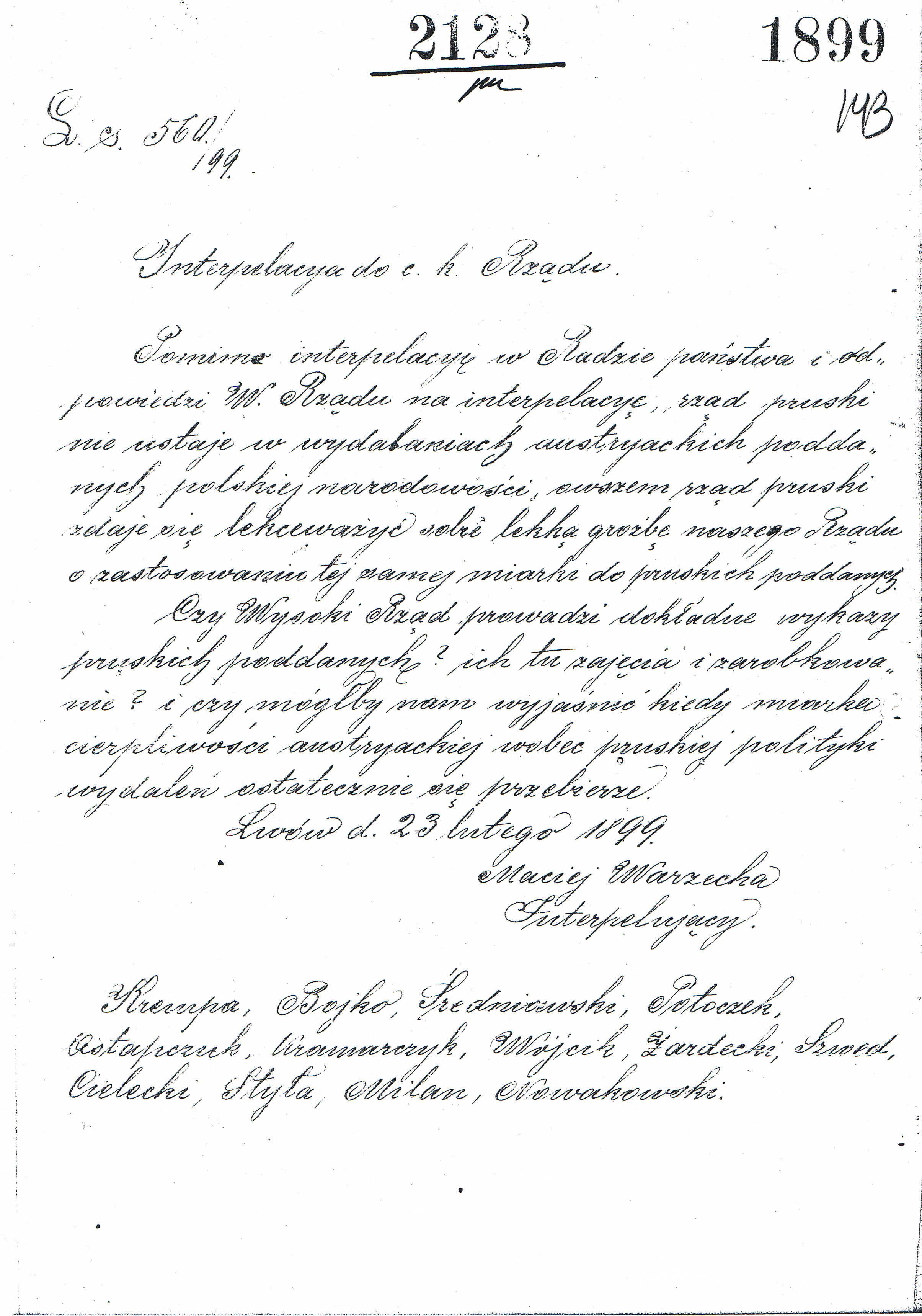

Maciej Warzecha (ur. 19 lutego 1844 w Jodłowej,  zm. 2 grudnia 1931 tamże) – poseł do Sejmu Krajowego we Lwowie VII kadencji  w latach 1895-1901 z okręgu Kuria Pilzno.
Po zdobyciu mandatu posła należał do utworzonego przez księdza  Stanisława Stojałowskiego Klubu Katolicko-Ludowego. Pełnił funkcję wójta Jodłowej (stał na czele gminy jako jednostki administracyjno-samorządowej funkcjonującej na mocy ustawy gminnej Sejmu Krajowego z 12 sierpnia 1866 roku), był też wielokrotnie wybieranym na radnego powiatu pilźnieńskiego. Należał do związanego z księdzem Stanisławem Stojałowskim Stronnictwa Chrześcijańsko-Ludowego. Był propagatorem głoszonej przez niego idei solidaryzmu społecznego i zwiększania świadomość narodowej wśród chłopów w czasie zaboru austriackiego oraz organizowania się w wyborcze komitety chłopskie.
Angażował się w tworzenie kółek rolniczych i kas pożyczkowych.12 listopada 1889 r. wszedł do zarządu utworzonego w Jodłowej kółka rolniczego, które było jednym z 462 kółek w skali całej Galicji.
U schyłku XIX wieku Maciej Warzecha zaczął odchodzić od obozu księdza S. Stojałowskiego i zbliżył się do Stronnictwa Ludowego. W praktyce w sejmie galicyjskim dość ściśle współdziałał z Klubem Posłów Stronnictwa Ludowego, którym kierował dr Szymon Bernadzikowski – poseł z powiatu brzeskiego. Pochowany został na cmentarzu parafialnym w Jodłowej. Jego prawnukiem jest Jan Warzecha poseł na Sejm RP.